# Daniela Amodei
Daniela Amodei (née en 1986 ou 1987) est une entrepreneuse américaine en intelligence artificielle (IA). Elle est présidente et cofondatrice de l'entreprise d'IA Anthropic,.

## Biographie
Daniela Amodei obtient une licence en littérature anglaise de l'université de Californie à Santa Cruz.
Elle commence sa carrière dans le domaine de la santé mondiale et de la politique, en jouant un rôle dans une campagne électorale réussie au Congrès en Pennsylvanie. Elle gère ensuite brièvement la communication du représentant de la Chambre Matt Cartwright à Washington, avant de quitter la politique pour l'industrie technologique. En 2013, elle rejoint l'entreprise de services financiers Stripe en tant que première employée, avant de passer à OpenAI en 2018. Elle y est vice-présidente de la sécurité et de la politique, mais quitte l'entreprise en 2020 pour cofonder Anthropic avec son frère, Dario Amodei.
En août 2017, Daniela épouse Holden Karnofsky, le cofondateur de la fondation Open Philanthropy, basée sur l'altruisme efficace.
En septembre 2023, Daniela et son frère Dario sont nommés parmi les 100 personnes les plus influentes de l'IA par le magazine Time.